# گی جو بونگ
گی جو بونگ (کره‌ای: 기주봉؛ زادهٔ ۳ سپتامبر ۱۹۵۵) بازیگر اهل کره جنوبی است.

## فیلم‌شناسی
گزیده فیلم‌شناسی

### فیلم
- خانواده آرام (۱۹۹۸)
- منطقه امنیتی مشترک (۲۰۰۰)
- بانجی جامپینگ خودشان (۲۰۰۱)
- دوست (۲۰۰۱)
- دشمن مردم (۲۰۰۲)
- همدردی با آقای انتقام (۲۰۰۲)
- سیاره سبز را نجات دهید! (۲۰۰۳)
- تیوب (۲۰۰۳)
- کلمنتین (۲۰۰۴)
- دوست مرده (۲۰۰۴)
- آر پوینت (۲۰۰۴)
- شب غیرمنتظره (۲۰۰۶)
- شب و روز (۲۰۰۸)
- دشمن عزیز من (۲۰۰۸)
- روزی که او می‌رسد (۲۰۱۱)
- هه‌وون دختر هیچ‌کس (۲۰۱۳)
- قایم‌موشک (۲۰۱۳)
- بازی خشن (۲۰۱۳)

### مجموعه تلویزیونی
- آل این (۲۰۰۳)
- رستاخیز (۲۰۰۵)
- لابیست (۲۰۰۷)
- ضربان قلب (۲۰۱۱)
- منم گلم (۲۰۱۱)
- صلیب طلایی (۲۰۱۴)[۱]
- برگشت (۲۰۱۴)
- تهیه‌کنندگان (۲۰۱۵)
- عاشق خوش‌شانس (۲۰۱۶)